# Upplands runinskrifter 1021
Runinskrift U 1021 är en runsten i Rosta, Ärentuna socken, Uppsala. Stenen står vid väg C 695 sydöst om Lövstalöt. En del av stenen är bortslagen. Runstenen har flyttats från Rosta till gravfältet i Kolje som ligger 300 meter nordöst om dess tidigare position.

## Stenen
Runstenen är ristad mellan år 1070 och 1100. Den del av stenen som återfunnits är 1,45 meter hög och 1 meter bred. Stenens placering är inte den ursprungliga.

## Inskriften
Runstenens inskrift är ett exempel på så kallad profilstil enligt Anne-Sofie Gräslund.
Det som är läsbart av inskriften lyder:
Translitterering av runraden:
[uihbirn · l]it · r[a]i[sa s... ... if--ʀ --k...]
Normalisering till runsvenska:
Vigbiorn let ræisa s[tæin] ... æf[ti]ʀ ...
Översättning till nusvenska:
Vigbjörn lät resa stenen ... till minne av ...